# Ukrómne
Ukrómne (en (ucraïnès): Укромне) és un poble de la República Autònoma de Crimea a Ucraïna, que el 2021 tenia 4.980 habitants. Pertany al districte de Simferòpol.